# Chlorphenamine
Clorphenamine (còn được gọi là chlorpheniramine, CP hoặc CPM) là thuốc kháng histamine thế hệ đầu tiên được sử dụng trong việc ngăn ngừa các triệu chứng của tình trạng dị ứng như viêm mũi và nổi mề đay. Tác dụng an thần của nó tương đối yếu so với các loại thuốc kháng histamine thế hệ đầu tiên khác. Clorphenamine là một trong những thuốc kháng histamine được sử dụng phổ biến nhất trong ngành bác sĩ thú y động vật nhỏ.
Nó được cấp bằng sáng chế vào năm 1948 và được đưa vào sử dụng y tế vào năm 1949.

## Sử dụng trong y tế

### Sản phẩm kết hợp
Clorphenamine thường được kết hợp với phenylpropanolamine để tạo thành một loại thuốc kết hợp chống dị ứng với cả hai đặc tính chống dị ứng và thuốc chống sung huyết, mặc dù phenylpropanolamine không còn có sẵn ở Mỹ sau khi các nghiên cứu cho thấy nó làm tăng nguy cơ đột quỵ ở phụ nữ trẻ. Clorphenamine vẫn có sẵn như một loại thuốc mà không có rủi ro như vậy. Các tên thương hiệu bao gồm Demazin, Allerest 12 Hour, Codral Nighttime, Chlornade, Contac 12 Hour, Exchange select Allergy Multi-Triệu chứng, ARM Allergy Saving, Ordrine, Ornade Spansules, Piriton, Teldrin, Triaminol và Tylenol Cold / Alllen.
Clorphenamine được kết hợp với chất gây nghiện (hydrocodone) trong sản phẩm Tussionex, được chỉ định để điều trị ho và các triệu chứng hô hấp trên liên quan đến dị ứng hoặc cảm lạnh ở người lớn và trẻ em từ 6 tuổi trở lên. Sự kết hợp này được sản xuất như một công thức giải phóng thời gian, cho phép dùng sau mỗi 12 giờ, so với chế độ 4 đến 6 giờ phổ biến hơn đối với các thuốc giảm ho gây nghiện khác.
Các xi-rô giải phóng tức thời chlorphenamine/dihydrocodeine cũng được bán trên thị trường. Thuốc kháng histamine rất hữu ích trong trường hợp dị ứng hoặc cảm lạnh thông thường là nguyên nhân gây ho; nó cũng là một chất gây nghiện của opioid, cho phép tăng cường ức chế ho, giảm đau và các tác dụng khác từ một lượng thuốc nhất định. Ở những nơi khác nhau trên thế giới, các chế phẩm trị ho và cảm lạnh có chứa codeine và chlorphenamine đều có sẵn.